# Pumiliornis tessellatus
Pumiliornis tessellatus é uma espécie extinta de ave datada do Eoceno Médio e encontrada no município de Messel, em Hesse, na Alemanha. Foi descrita como um anisodátilo apresentando o comprimento de uma carriça com um bico fino e longo, assim como um hálux forte. O descritor específico desta espécie, tessellatus, deriva diretamente do neolatim, e significa literalmente "mosaico". Esta denominação é uma referência ao posicionamento incomum de suas características e seu posicionamento filogenético incerto. Possui algumas similaridades morfológicas com os Cuculiformes, porém fósseis similares que possam ser relacionados com este táxon não apresentam-as.
Em 2014, foi descrito um novo espécime de Pumiliornis que mostrava conteúdo estomacal preservado de grãos de pólen de uma angiosperma eudicotiledônea, tornando-se a evidência fóssil mais antiga do comportamento de visitar flores em aves.